# Austral Líneas Aéreas
Austral Líneas Aéreas – argentyńska linia lotnicza z siedzibą w Buenos Aires. Głównym węzłem jest Port lotniczy Jorge Newbery.